# Din Dan
Din Dan fue un tebeo de periodicidad semanal, editado por Editorial Bruguera en dos períodos sucesivos (1965-1967 y 1968-1975). 

## Primera época (1965-1967)
"Din Dan" surgió a raíz del éxito de la revista "Tele Color" y como ella, presentaba adaptaciones de personajes televisivos, pero de TVE en lugar de Hanna-Barbera, como la Familia Telerín y las marionetas de Herta Frankel. Contó con 117 números.
| Años | Números | Título                                        | Historietas                | Autoría               | Procedencia                                      |
| ---- | ------- | --------------------------------------------- | -------------------------- | --------------------- | ------------------------------------------------ |
| 1965 | 1 y ss. | La familia Telerín                            |                            | Blas Sanchis          | Basado en los dibujos animados emitidos por TVE  |
| 1965 | 1 y ss. | Marilín                                       |                            | Joso                  | Basado en la marioneta homónima de Herta Frankel |
| 1965 | 1 y ss. | Herta Frankel presenta sus famosas marionetas |                            | Escobar               | Idem                                             |
| 1965 | 1 y ss  | Las aventuras de Tintín                       | ¡Objetivo: la Luna!        | Hergé                 | Franco-belga                                     |
| 1965 | 1 y ss  | 4 camaradas                                   | ¡El tesoro de Manco-Capac! | Víctor Alcázar/Ambrós | Historieta de aventuras de grafismo realista     |

## Segunda época (1968-1975)
Su segunda época, bajo la dirección de Jaime Castell Abella, fue mucho más exitosa, abarcando 385 ejemplares, con un formato de 26 x 18 cm. Su primer número apareció el 19 de febrero de 1968.
| Años              | Números | Título                                              | Historias | Autoría | Procedencia                                |
| ----------------- | ------- | --------------------------------------------------- | --- | --- | ------------------------------------------ |
| 19/02/1968        | 1 y ss. | Rompetechos                                         | | Ibáñez | "Tío Vivo"                                 |
| 19/02/1968        | 1 y ss. | Anacleto, agente secreto                            | | Vázquez | "Pulgarcito", pasaría a "Super Pulgarcito" |
| 19/02/1968        | 1 y ss. | Aquiles Talón                                       | | Greg | Franco-belga antes editado en "Bravo"      |
| 19/02/1968        | 1 y ss. |                                                     | Buffalo Bill Davy Crockett Ruta al infierno, una aventura de Daniel Boone El último mohicano Lawrence de Arabia Sandokan El corsario negro Moby Dick Dos años de vacaciones | Cassarel/Escandell Cassarel/Escandell Víctor Alcázar/Escandell Cassarel/Castello Miguel Cussó/Fuentes Man Elsa Martín/Escandell Cassarel/Carrión Cassarel/Spadari | Adaptaciones de obras literarias           |
| 19/02/1968        | 1 y ss. | Ceferino el pueblerino                              | | Pineda Bono | "Tío Vivo"                                 |
| 19/02/1968        | 1 y ss. | Sandalio                                            | | Mingo | Nueva                                      |
| 19/02/1968        | 1 y ss. | Gordito Relleno                                     | | Peñarroya | "Pulgarcito"                               |
| 19/02/1968        | 1 y ss. | El demonio del Caribe                               | Persecución en alta mar El capitán sin nombre ¡Jaque al rey! La misión secreta del "Espervier" (126 a )                                                                     | Jean-Michel Charlier/Hubinon | Franco-belga                               |
| 19/02/1968        | 1 y ss. | Crispín                                             | | Enrich | Nueva                                      |
| 19/02/1968        | 1 y ss. | Facundo da la vuelta al mundo                       | | Gosset | Procedente de "Tío Vivo"                   |
| 19/02/1968        | 1 y ss. | Catalino y Patacón                                  | | Blas Sanchis | Nueva                                      |
| 19/02/1968        | 1 y ss. | Zipi y Zape                                         | | Escobar | "Pulgarcito"                               |
| 05/1968 a 10/1969 | 64 a 87 | Aventura en el fondo del mar                        | El robot errante (64 a 71) El misterio de los barcos hundidos (72 a 79) La isla de las sorpresas (núm. 80 a 87)                                                             | Vicente Alcázar/Juan Escandell | "Tele Color"                               |
| 1968              |         | El capitán Serafín y su grumete Diabolín            | | Segura | "El DDT"                                   |
| 1968              |         | El caballero Simón, pequeño pero matón              | | Jorge | "Pulgarcito"                               |
| 1968              |         | El profesor Tragacanto y su clase que es de espanto | | Martz Schmidt | "Pulgarcito"                               |
| 1968              |         | Harry Kavallo                                       | | Alfons Figueras | Nueva                                      |
| 1968              |         | Rigoberto Picaporte, solterón de mucho porte        | | Roberto Segura | "Pulgarcito"                               |
| 1968              |         | Serafín Doblones, compra y venta de automóviles     | | Bernet Toledano |                                            |
| 1968              |         | Las lecciones del profesor Periplus                 | | Ricardo | Sección didáctica                          |
| 30/10/1968        | 46 a    | Doña Tecla Bisturín, enfermera de postín            | | Raf | Nueva                                      |
| 1968              |         | Maripili y Leopoldino, un matrimonio muy fino       | | Iñigo | Nueva                                      |
| 1968              |         | Los Cuentos del Tío Vázquez                         | | Vázquez | Nueva                                      |
| 1969              |         | Don Isótopo                                         | | Vázquez | "Pulgarcito"                               |
| 1969              |         | Don Próspero                                        | | Pineda Bono |                                            |
|                   |         | Galax el Cosmonauta                                 | | Víctor Mora/Fuentes Man | "Bravo"                                    |
|                   |         | Nicanor Pasquete                                    | | |                                            |
| 1970              |         | Don Lucas                                           | | Mingo |                                            |
| 1970              |         | Don Florencio                                       | | State Keto |                                            |
| 1970              |         | Pascual, criado leal                                | | Nadal |                                            |
| 1970              |         | Pintamos contigo                                    | | Jose Royo |                                            |
| 1970              |         | Don Tary                                            | | Pineda Bono | Nueva                                      |
| 1970              |         | Don Viriato                                         | | Jan | Nueva, retomada en "Strong                 |
| 1970              |         | Ángel Siseñor                                       | | Vázquez |                                            |
| 1970              |         | Rasputín                                            | | Martz Schdmidt |                                            |
|                   |         | Hotel Mediaestrella                                 | | Jaume Rovira |                                            |
|                   |         | El doctor No y su ayudante Sí                       | | Conti |                                            |
| 1971-1973         |         | Michel Tanguy                                       | Los Ángeles negros Destino Pacífico Amenaza sobre Mururoa El teniente Doble Bang Guerra en el desierto La escuela de las águilas Por el honor del emblema                   | Jean-Michel Charlier/Jije Jean-Michel Charlier/Jije Jean-Michel Charlier/Uderzo                                                                                   | Franco-belga                               |
| 1971              |         | Tarzán 1990                                         | | Asen | Nueva                                      |
| 1973              | 264-295 | Supernova                                           | El Enigma De Humberton | Víctor Mora/Edmond |                                            |
|                   |         | Ruperto                                             | | |                                            |
|                   |         | Calixto y Damián                                    | | |                                            |
|                   |         | Cine Locuras                                        | | Alfons Figueras |                                            |
|                   |         | Vicente, el dependiente                             | | Jaume Rovira |                                            |
|                   |         | Angustio Vidal                                      | | Rojas de la Cámara |                                            |
|                   |         | El marqués de la Foca                               | | Sifré |                                            |

Con el número 264, se rediseñó la portada a a la manera de "Mortadelo".